# Flecha de fuego
Una flecha de fuego es un arma de pólvora, de invención china, cuyos primeros usos están fechados en el año 1232 cuando los chinos derrotaron a los mongoles en la batalla de Kai-Feng. No es la primera forma de un cohete ya que el griego Archytas voló un pájaro de madera movido por vapor ya en el año 400 a. C. Se cree que estas flechas de fuego eran poco precisas y que se usaban solo para crear efectos psicológicos en los enemigos.

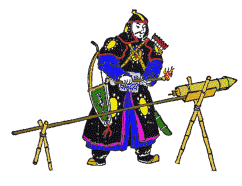
Dibujo de un soldado chino lanzando una flecha de fuego.

Básicamente las flechas de fuego son largas flechas de bambú con un cohete atado en la parte delantera, lanzado desde una estructura de bambú. La puntería de esta arma depende en gran medida de lo recta que sea la flecha de bambú y también de su longitud.
Variantes de las flechas de fuego se introdujeron primero en Corea y después en Oriente medio y Europa.